# Phil Foden
Philip Walter Foden (n. 28 mai 2000, Stockport, Anglia) este un fotbalist englez. Joacă ca extremă stângă sau mijlocaș ofensiv la Manchester City în Premier League din Anglia și la naționala Angliei. Este considerat unul dintre cei mai buni jucători tineri din lume.
Descoperirea lui Foden în fotbalul profesionist a venit în 2017, când a câștigat premiul cu Balonul de Aur al Cupei Mondiale U-17 FIFA în urma campaniei de succes a Angliei la Cupa Mondială Under-17. Și-a făcut debutul pentru City în același an, iar în decembrie a fost desemnat BBC Young Sports Personality of the Year.
De atunci, Foden a avut peste 100 de apariții pentru club. În 2019, a câștigat a doua Premier League și a devenit cel mai tânăr marcator al clubului din UEFA Champions League și este cel mai tânăr jucător englez care a început un meci și a marcat în fazele eliminatorii ale competiției. În 2021, a fost numit cel mai bun jucător tânăr al sezonului din Premier League și cel mai bun jucător tânăr al anului PFA.
Foden a reprezentat Anglia la multe niveluri de tineret, marcând 19 goluri în 51 de selecții de tineret. A fost convocat pentru prima dată la echipa de seniori pe 25 august 2020 și a debutat împotriva Islandei pe 5 septembrie 2020, într-o victorie cu 1-0 în Liga Națiunilor UEFA.